# Jevgenij Rylov
Jevgenij Mikhajlovitj Rylov (russisk: Евгений Михайлович Рылов ; født 23. september 1996 i Novotroitsk ) er en russisk svømmer.
Han repræsenterede Rusland under sommer-OL 2016 i Rio de Janeiro, hvor han vandt bronze i 200 meter ryg.
Han tog sølv i 4×200 meter stafetholdet under sommer-OL 2020 i Tokyo.